# Hauptwerke der spätantiken Buchmalerei
Hauptwerke der spätantiken Buchmalerei sind diejenigen illuminierten Manuskripte, die in spätantiker Zeit entstanden und in der kunstgeschichtlichen Literatur als Werke von besonderem künstlerischem Rang herausgestellt werden.
Die Zahl der überlieferten illustrierten Werke ist aufgrund der Bücherverluste in der Spätantike gering. Aus der spätantiken Buchkunst entwickelte sich im Oströmischen Reich die byzantinische Buchmalerei und setzte diese fort. Eine klare stilistische Trennung von den Hauptwerken der byzantinischen Buchmalerei ist wegen der Stilkontinuität nicht möglich.

## Liste der Handschriften
| Abbildung | Gebräuchlicher Name         | Datierung                  | Lokalisierung                    | Inhalt; Besonderheiten | Signatur                                                                     |
| --------- | --------------------------- | -------------------------- | -------------------------------- | ---------------------- | ---------------------------------------------------------------------------- |
|           | Vergilius Vaticanus         | um 400                     | Rom                              | Vergil                 | Rom, Biblioteca Apostolica Vaticana, Vat. lat. 3225                          |
|           | Vergilius Romanus           | 5. Jahrhundert             | östliches Mittelmeer oder Syrien | Vergil                 | Rom, Biblioteca Apostolica Vaticana, Vat. lat. 3867                          |
|           | Quedlinburger Itala         | 5. Jahrhundert             |                                  | Bibel                  | Berlin, Staatsbibliothek Preußischer Kulturbesitz, Cod. theol. lat. fol. 485 |
|           | Ilias Ambrosiana            | um 500                     | Alexandria                       | Homer: Ilias           | Mailand, Biblioteca Ambrosiana, Cod. F. 205 Inf.                             |
|           | Wiener Dioskurides          | Anfang des 6. Jahrhunderts | Konstantinopel                   | Kräuterbuch            | Wien, Österreichische Nationalbibliothek, Cod. med. gr. 1                    |
|           | Wiener Genesis              | Anfang des 6. Jahrhunderts | Konstantinopel                   | Genesis                | Wien, Österreichische Nationalbibliothek, Cod. theol. gr. 31                 |
|           | Codex purpureus Rossanensis | Anfang des 6. Jahrhunderts | Syrien                           | Evangeliar             | Rossano, Diözesanmuseum                                                      |
|           | Codex Sinopensis            | Anfang des 6. Jahrhunderts | Konstantinopel                   | Evangeliar             | Paris, Bibliothèque nationale, Suppl. gr. 1286                               |
|           | Pseudo-Apuleius             | 6. Jahrhundert             | Italien                          | Kräuterbuch            | Leiden, Universitätsbibliothek MS. Voss. Q 9                                 |
|           | Rabbula-Evangeliar          | 6. Jahrhundert             | Syrien                           | Evangeliar             | Florenz, Biblioteca Medicea Laurenziana, cod. Plut. I, 56                    |
|           | Cotton-Genesis              | 6. Jahrhundert             | Alexandria                       | Genesis                | London, British Library, Ms. Cotton Otho B VI                                |
|           | Augustinus-Evangeliar       | 6. Jahrhundert             | Oberitalien                      | Evangeliar             | Cambridge, Corpus Christi College, Lib. MS. 286                              |
|           | Ashburnham-Pentateuch       | 7. Jahrhundert             | Nordafrika oder Spanien          | Pentateuch             | Paris, Bibliothèque nationale, MS nouv. acq. lat. 2334                       |